# Soichi Tanaka
Soichi Tanaka (田中 奏一 Tanaka Soichi?), född 27 juni 1989 i Tokyo prefektur, är en japansk fotbollsspelare.
Tanaka började sin karriär 2012 i Fagiano Okayama. Han spelade 91 ligamatcher för klubben. 2018 flyttade han till Kagoshima United FC.